# Choi Jae-Chun
Choi Jae-Chun es un deportista surcoreano que compitió en taekwondo. Ganó una medalla de plata en el Campeonato Mundial de Taekwondo de 1977 y una medalla de oro en el Campeonato Asiático de Taekwondo de 1976.

## Palmarés internacional
| Campeonato Mundial  | Campeonato Mundial       | Campeonato Mundial | Campeonato Mundial |
| Año                 | Lugar                    | Medalla            | Categoría          |
| ------------------- | ------------------------ | ------------------ | ------------------ |
| 1977                | Chicago (Estados Unidos) | Medalla de plata   | –68 kg             |
| Campeonato Asiático |                          |                    |                    |
| Año                 | Lugar                    | Medalla            | Categoría          |
| 1976                | Melbourne (Australia)    | Medalla de oro     | –68 kg             |